# Lijst van planetoïden 19501-19600
Dit is een lijst van planetoïden 19501-19600. Voor de volledige lijst zie de lijst van planetoïden.
Stand per 21 maart 2022. Afgeleid uit data gepubliceerd door het Minor Planet Center.
| Naam                  | Voorlopige naamgeving | Datum ontdekking  | Ontdekker                |
| --------------------- | --------------------- | ----------------- | ------------------------ |
| (19501) Hillaryfultz  | 1998 KC50             | 23 mei 1998       | LINEAR                   |
| (19502) -             | 1998 KB51             | 23 mei 1998       | LINEAR                   |
| (19503) -             | 1998 KE65             | 22 mei 1998       | LINEAR                   |
| (19504) Vladalekseev  | 1998 LL2              | 1 juni 1998       | E. W. Elst               |
| (19505) -             | 1998 MC               | 16 juni 1998      | F. B. Zoltowski          |
| (19506) Angellopez    | 1998 MN4              | 18 juni 1998      | A. López, R. Pacheco     |
| (19507) -             | 1998 MZ13             | 19 juni 1998      | ODAS                     |
| (19508) -             | 1998 MC17             | 27 juni 1998      | Spacewatch               |
| (19509) Niigata       | 1998 MG38             | 29 juni 1998      | LONEOS                   |
| (19510) -             | 1998 MV42             | 26 juni 1998      | E. W. Elst               |
| (19511) -             | 1998 MC45             | 19 juni 1998      | LINEAR                   |
| (19512) -             | 1998 QU2              | 17 augustus 1998  | LINEAR                   |
| (19513) -             | 1998 QN7              | 17 augustus 1998  | LINEAR                   |
| (19514) -             | 1998 QB75             | 24 augustus 1998  | LINEAR                   |
| (19515) -             | 1998 QM76             | 24 augustus 1998  | LINEAR                   |
| (19516) -             | 1998 QF80             | 24 augustus 1998  | LINEAR                   |
| (19517) Robertocarlos | 1998 SK164            | 18 september 1998 | E. W. Elst               |
| (19518) Moulding      | 1998 VZ13             | 10 november 1998  | LINEAR                   |
| (19519) -             | 1998 WB8              | 18 november 1998  | S. Ueda, H. Kaneda       |
| (19520) -             | 1998 WC24             | 25 november 1998  | LINEAR                   |
| (19521) Chaos         | 1998 WH24             | 19 november 1998  | Deep Ecliptic Survey     |
| (19522) -             | 1998 XQ83             | 15 december 1998  | LINEAR                   |
| (19523) Paolofrisi    | 1998 YX3              | 18 december 1998  | Osservatorio San Vittore |
| (19524) Acaciacoleman | 1998 YB7              | 23 december 1998  | E. E. Sheridan           |
| (19525) -             | 1999 CO               | 5 februari 1999   | T. Kobayashi             |
| (19526) -             | 1999 FS7              | 20 maart 1999     | LINEAR                   |
| (19527) -             | 1999 FN30             | 19 maart 1999     | LINEAR                   |
| (19528) Delloro       | 1999 GB1              | 4 april 1999      | G. D'Abramo, A. Boattini |
| (19529) -             | 1999 GQ15             | 15 april 1999     | Spacewatch               |
| (19530) -             | 1999 GQ23             | 6 april 1999      | LINEAR                   |
| (19531) Charton       | 1999 GM32             | 7 april 1999      | LINEAR                   |
| (19532) -             | 1999 GB34             | 6 april 1999      | LINEAR                   |
| (19533) Garrison      | 1999 GM35             | 7 april 1999      | LINEAR                   |
| (19534) Miyagi        | 1999 GL47             | 6 april 1999      | LONEOS                   |
| (19535) Rowanatkinson | 1999 HF3              | 24 april 1999     | J. Broughton             |
| (19536) -             | 1999 JM4              | 10 mei 1999       | LINEAR                   |
| (19537) -             | 1999 JL8              | 12 mei 1999       | LINEAR                   |
| (19538) -             | 1999 JD12             | 13 mei 1999       | LINEAR                   |
| (19539) Anaverdu      | 1999 JO14             | 14 mei 1999       | J. Nomen                 |
| (19540) -             | 1999 JF23             | 10 mei 1999       | LINEAR                   |
| (19541) -             | 1999 JA27             | 10 mei 1999       | LINEAR                   |
| (19542) Lindperkins   | 1999 JL27             | 10 mei 1999       | LINEAR                   |
| (19543) Burgoyne      | 1999 JR30             | 10 mei 1999       | LINEAR                   |
| (19544) Avramkottke   | 1999 JN33             | 10 mei 1999       | LINEAR                   |
| (19545) -             | 1999 JY33             | 10 mei 1999       | LINEAR                   |
| (19546) -             | 1999 JN34             | 10 mei 1999       | LINEAR                   |
| (19547) Collier       | 1999 JP57             | 10 mei 1999       | LINEAR                   |
| (19548) -             | 1999 JJ58             | 10 mei 1999       | LINEAR                   |
| (19549) -             | 1999 JS58             | 10 mei 1999       | LINEAR                   |
| (19550) Samabates     | 1999 JP61             | 10 mei 1999       | LINEAR                   |
| (19551) Peterborden   | 1999 JL62             | 10 mei 1999       | LINEAR                   |
| (19552) -             | 1999 JJ68             | 12 mei 1999       | LINEAR                   |
| (19553) -             | 1999 JF71             | 12 mei 1999       | LINEAR                   |
| (19554) -             | 1999 JU74             | 12 mei 1999       | LINEAR                   |
| (19555) -             | 1999 JO77             | 12 mei 1999       | LINEAR                   |
| (19556) -             | 1999 JV77             | 12 mei 1999       | LINEAR                   |
| (19557) -             | 1999 JC79             | 13 mei 1999       | LINEAR                   |
| (19558) -             | 1999 JK80             | 12 mei 1999       | LINEAR                   |
| (19559) -             | 1999 JY80             | 12 mei 1999       | LINEAR                   |
| (19560) -             | 1999 JH81             | 14 mei 1999       | LINEAR                   |
| (19561) -             | 1999 JK81             | 14 mei 1999       | LINEAR                   |
| (19562) -             | 1999 JM81             | 14 mei 1999       | LINEAR                   |
| (19563) Brzezinska    | 1999 JB124            | 14 mei 1999       | LINEAR                   |
| (19564) Ajburnetti    | 1999 JP126            | 13 mei 1999       | LINEAR                   |
| (19565) -             | 1999 KF4              | 20 mei 1999       | LINEAR                   |
| (19566) -             | 1999 KO6              | 23 mei 1999       | F. B. Zoltowski          |
| (19567) -             | 1999 KS7              | 20 mei 1999       | LINEAR                   |
| (19568) Rachelmarie   | 1999 KY14             | 18 mei 1999       | LINEAR                   |
| (19569) -             | 1999 KM15             | 20 mei 1999       | LINEAR                   |
| (19570) Jessedouglas  | 1999 LH6              | 13 juni 1999      | P. G. Comba              |
| (19571) -             | 1999 LA7              | 8 juni 1999       | Spacewatch               |
| (19572) Leahmarie     | 1999 LE11             | 8 juni 1999       | LINEAR                   |
| (19573) Cummings      | 1999 LW13             | 9 juni 1999       | LINEAR                   |
| (19574) Davidedwards  | 1999 LQ21             | 9 juni 1999       | LINEAR                   |
| (19575) Feeny         | 1999 LB22             | 9 juni 1999       | LINEAR                   |
| (19576) -             | 1999 LP22             | 9 juni 1999       | LINEAR                   |
| (19577) Bobbyfisher   | 1999 LP26             | 9 juni 1999       | LINEAR                   |
| (19578) Kirkdouglas   | 1999 MO               | 20 juni 1999      | J. Broughton             |
| (19579) -             | 1999 MB1              | 23 juni 1999      | F. B. Zoltowski          |
| (19580) -             | 1999 ND               | 4 juli 1999       | K. Korlević              |
| (19581) -             | 1999 NC3              | 13 juli 1999      | LINEAR                   |
| (19582) Blow          | 1999 NL4              | 13 juli 1999      | J. Broughton             |
| (19583) -             | 1999 NT4              | 12 juli 1999      | K. Korlević              |
| (19584) Sarahgerin    | 1999 NZ6              | 13 juli 1999      | LINEAR                   |
| (19585) Zachopkins    | 1999 NU7              | 13 juli 1999      | LINEAR                   |
| (19586) -             | 1999 NA10             | 13 juli 1999      | LINEAR                   |
| (19587) Keremane      | 1999 NG11             | 13 juli 1999      | LINEAR                   |
| (19588) -             | 1999 NL11             | 13 juli 1999      | LINEAR                   |
| (19589) Kirkland      | 1999 NZ14             | 14 juli 1999      | LINEAR                   |
| (19590) -             | 1999 NG18             | 14 juli 1999      | LINEAR                   |
| (19591) Michaelklein  | 1999 NW21             | 14 juli 1999      | LINEAR                   |
| (19592) -             | 1999 NZ22             | 14 juli 1999      | LINEAR                   |
| (19593) Justinkoh     | 1999 NZ29             | 14 juli 1999      | LINEAR                   |
| (19594) -             | 1999 NL31             | 14 juli 1999      | LINEAR                   |
| (19595) Lafer-Sousa   | 1999 NW31             | 14 juli 1999      | LINEAR                   |
| (19596) Spegorlarson  | 1999 NX31             | 14 juli 1999      | LINEAR                   |
| (19597) Ryanlee       | 1999 NJ32             | 14 juli 1999      | LINEAR                   |
| (19598) Luttrell      | 1999 NL39             | 14 juli 1999      | LINEAR                   |
| (19599) Brycemelton   | 1999 NX40             | 14 juli 1999      | LINEAR                   |
| (19600) -             | 1999 NV41             | 14 juli 1999      | LINEAR                   |